# Ігнецей
Ігнецей (рум. Ignăței) — село у Резинському районі Молдови. Утворює окрему комуну.

## Населення
За даними перепису населення 2004 року у селі проживали 2426 осіб.
Національний склад населення села:
| Національність       | Кількість осіб | Відсоток   |
| -------------------- | -------------- | ---------- |
| молдавани румуни     | 2396 18        | 98,8% 0,7% |
| українці             | 5              | 0,2%       |
| росіяни              | 5              | 0,2%       |
| болгари              | 1              | < 0,1%     |
| інша / без відповіді | 1              | < 0,1%     |
| Всього               | 2426           | 100%       |